# Testi primerov in simulacije dela
Testi primerov in simulacije dela se uporabljajo v postopkih izbire kadra. Njihov namen je simulacija realističnih, delu podobnih pogojev ali situacij, da bi napovedali kandidatovo sposobnost izvajanja pomembnih delovnih nalog . Testi primerov dela merijo sposobnost izvajanja realističnih delovnih nalog v umetno ustvarjenih standardiziranih okoliščinah  (npr. simulator letenja za pilote), testi presojanja situacije pa odzive posameznika na hipotetično podane dogodke na delovnem mestu (npr. opis situacije na papirju). Dejansko izvajanje dela, na primer pripravništvo in poskusno delo, se ne uvršča med teste primerov in simulacije dela.

## Testi primerov dela
Začetki testov primerov dela segajo v leto 1913, ko so v Bostonu vzpostavili delovno postajo za voznike tramvajev, kjer so na zaslonu simulirali različne situacije v prometu in opazovali odzive voznikov . Danes takih testov ne izvajamo nujno na pravih delovnih postajah, a naloge in oprema vseeno posnemajo realistične delovne pogoje.

### Različice
Obstaja več različic testov primerov dela, na primer:
- Testi primerov dela za ocenjevanje sposobnosti urjenja: merijo sposobnost kandidata, da se nauči izvajanja novih delovnih nalog. Ustrezni so za kandidate brez delovnih izkušenj in zahtevanega znanja, imajo pa nižjo napovedno veljavnost kot ostale oblike.[4]
- Primeri dela: kandidat izvaja delovne naloge, pri čemer uporablja realistično opremo in materiale.[4]
- Naloge v predalu (angl. in-basket): simulacija administrativnih nalog za določeno organizacijsko delovno mesto, ki vključuje odgovarjanje na pisma, e-pošto, prošnje, težave z zaposlenimi in podobno v omejenem časovnem intervalu. Namen je oceniti sposobnost opravljanja številnih nalog, načrtovanja dela in hitrega analiziranja informacij.[5]
- Igre vlog: simulacija medosebnih težav pri izbiri kandidatov za delovna mesta, kjer je pomembno delo z drugimi. Kandidat dobi informacije o ozadju problema, nato pa ga poskuša rešiti v sodelovanju z igralcem (ki predstavlja stranko, sodelavca ali podrejenega) [5]

Testi lahko potekajo tudi v ustni obliki, celo za psihomotorične naloge, na primer v sklopu selekcijskih intervjujev.

### Uporabnost in učinkovitost
Čeprav taki testi vsebujejo realistične delovne naloge, so okoliščine uporabe umetne. Posamezni testi se med seboj razlikujejo glede stopnje podobnosti realnosti. To pa ne zmanjša njihove vrednosti, saj je splošen potencial kandidata za opravljanje neke naloge pomembnejši od dejanske uspešnosti na konkretnih nalogah. Podrobnosti delovne naloge se namreč spreminjajo skozi čas, medtem ko bistvo, ki ga zajamejo tudi testi primerov in simulacije dela, ostaja enako . Testi so najbolj učinkoviti, če temeljijo na točnih informacijah o delovnem mestu, so sestavljeni v skladu s smernicami za sestavo testov, visoko strukturirani ter standardizirano točkovani s strani več ocenjevalcev.

### Veljavnost
Testi primerov dela so navadno veljavni načini ocenjevanja , saj so uporabljeni primeri dela vzeti iz delovnih nalog in zato gotovo povezani z obravnavanim delovnim mestom. Vprašljiva pa je notranja veljavnost, saj k uspešnosti na takih testih prispevajo različne lastnosti testiranca: specifično znanje, splošno znanje, kognitivne sposobnosti in podobno .

### Prednosti
Testi primerov dela so visoko zanesljivi  in vsebinsko veljavni (primeri so vzeti iz dejanskih delovnih nalog). Vključujejo opremo, enako ali zelo podobno tisti, ki se na delovnem mestu dejansko uporablja. Ker merimo dejansko spretnost, je manj verjetno, da bo kandidat ponaredil svoje odgovore. Kandidati imajo do tovrstnih testov bolj pozitivna stališča kot do testov osebnosti ali sposobnosti, saj so razvidno povezana z delom , hkrati pa dobijo uvid v okoliščine dela na delovnem mestu. Stroški organizacije za zaposlovanje in trening zaposlenih se lahko znižajo zaradi možnosti identifikacije posameznikov, ki ključne delovne naloge že obvladajo. Za nekatere testirane lastnosti velja, da so spolne in rasne razlike v dosežkih manjše kot pri ostalih testih (siop2). Uporabimo jih lahko za podajanje specifične povratne informacije, ki omogoča razvoj posameznika .

### Pomanjkljivosti
Tovrstni testi so lahko dragi . Njihova aplikacija je pogosto individualna, zato vzame testiranje več časa . Slabo napovedujejo uspešnost na delovnih mestih, kjer so delovne naloge kompleksnejše in jih ni mogoče končati v kratkem času  ter na delovnih mestih, kjer je predviden trening zaposlenih na začetku zaposlitve . Ne dajejo informacij za delovne naloge, ki niso bile vključene v test . Ne preverjajo nujno sposobnosti za hitro učenje novih nalog . Novejše raziskave tudi kažejo, da je napovedna vrednost delovne uspešnosti nižja, kot so trdili nekateri raziskovalci .

## Testi presojanja situacije
Testi presojanja situacije so razširjeni testi primerov dela za delovna mesta na področju profesionalnega, managerskega in administrativnega dela . Vključujejo scenarije situacij, ki se na delovnem mestu lahko pojavijo, kandidat pa mora podati najbolj ustrezno reakcijo na situacijo. Začetki tovrstnega testiranja segajo v 20. leta 20. stoletja .

### Predmet merjenja
Raziskave so pokazale, da taki testi merijo predvsem splošno umsko sposobnost, a bolje napovedujejo delovno uspešnost kot testi inteligentnosti , kognitivne sposobnosti, tehničnega znanja in delovnih izkušenj . Nekateri avtorji predlagajo, da tovrstni testi merijo predvsem proceduralno znanje  oziroma prilagodljivost . Delodajalci z njimi poskušajo zajeti predvsem kompetence komunikacije, pogajanja, načrtovanja, odločanja, dela z ljudmi, vodenja, timskega dela in podobno .

### Oblike
Testi so večinoma oblike papir-svinčnik, vedno pogosteje pa se pojavljajo v video obliki, kjer je situacija predstavljena na videoposnetku ali s pomočjo animacije, kandidat pa odgovori v pisni obliki . Od kandidata lahko na različne načine zahtevamo dve vrsti odzivov: v skladu z njegovim znanjem, pri čemer pričakujemo izbiro najbolj učinkovitega odgovora, ali vedenjski odziv, pri katerem pričakujemo izbiro najbolj verjetne reakcije kandidata. Včasih navodila zahtevajo tudi izbiro najmanj učinkovite/verjetne reakcije .
Oblike odgovarjanja so lahko naslednje:
- Odprti odgovori na vprašanja o svojih odločitvah in reakcijah.[4]
- Odgovori izbirnega tipa: kandidat izbira iz vnaprej podanih možnih reakcij na opisano situacijo [1]
- Ocenjevanje ustreznosti reakcije: za vsako od naštetih reakcij na situacijo kandidat na večstopenjski lestvici določi, kako učinkovita/verjetna se mu zdi [10]
- Rangiranje možnih odzivov: kandidat razvrsti podane odzive na situacijo od najbolj do najmanj ustreznega/verjetnega [10]
- Ustno reagiranje na situacijo, prikazano na videoposnetku, ki zamrzne ob kritičnem dogodku [11]

V današnjem času test najpogosteje apliciramo s pomočjo računalnika .

### Uporaba
Reševanje večinoma ni časovno omejeno. Kandidatom naročimo, naj natančno preberejo opise situacij in možne reakcije (če so podane) ter izberejo odgovor, ki se jim zdi najbolj ustrezen, ne da bi predolgo premišljevali .

### Prednosti
Testi presojanja situacij so povezani s specifičnim delovnim mestom, dobro sprejeti s strani testirancev, imajo možnost razvoja (npr. v smeri video predstavitev situacij), so cenejši kot klasični testi primerov dela  in dobro napovedujejo delovno uspešnost . Rasne razlike so manjše kot pri testih splošne sposobnosti . Testi v video obliki še zmanjšajo rasne razlike v dosežkih in ustvarjajo bolj pozitivna stališča testirancev do testa .

### Pomanjkljivosti
Kandidati lahko ponarejajo odgovore, saj ni nujno, da se bodo vedli v skladu z njimi , kar je še posebej izrazito pri testih, ki zahtevajo vedenjske odzive. Med raziskovalci ni soglasja glede tega, kaj ti testi v resnici merijo , zato so za merjenje specifičnih lastnosti ali kompetenc včasih primernejše druge metode.

## Konstrukcija
Ko sestavljamo test primerov in simulacije dela, najprej opredelimo delovne naloge posameznega delovnega mesta. V test vključimo tiste, ki izstopajo po  težavnosti, jih je potrebno obvladati že pred začetkom dela in/ali jih ne moremo meriti z drugimi pripomočki. Sestavimo standardizirana navodila, pravila testiranja in postavke oziroma naloge z ustreznimi materiali. Naloge rešijo eksperti za delovno področje, s pomočjo njihovih odgovorov ali načina izvajanja delovne naloge in skladnosti med njimi pa določimo sistem točkovanja .